# حلوان للأجهزة المعدنية
شركة حلوان للأجهزة المعدنية أو مصنع 360 الحربي هي شركة مساهمة حكومية مصرية، إحدى شركات الهيئة القومية للإنتاج الحربي التابعة لوزارة الدولة للإنتاج الحربي، أنشأت سنة 1958 كوحدة داخل مصنع 36 الحربي التابع لمصنع الطائرات، متخصصة في إنتاج مواقد الغاز، وفي سنة 1964 انفصلت الوحدة واستقلت إداريًا تحت اسم "مصنع 360 الحربي"، ثم تغير اسمها سنة 1976 إلى "شركة حلوان للأجهزة المعدنية"، وتعمل في مجال إنتاج الأجهزة المنزلية.

## منتجات الشركة
- الغسالات ومجففات الملابس.
- مواقد الغاز.
- الثلاجات.
- سخانات المياه.

## وصلات خارجية
- الموقع الرسمي للشركة.